# Storsjön (naturreservat)
Storsjön är ett kommunalt naturreservat i Borås kommun i Västra Götalands län.
Området är naturskyddat sedan 2014 och är 459 hektar stort. Reservatet omfattar sjön Storsjön med närmaste omgivning av våtmarker och barrskog. 